# Gewerkschaften in Bosnien und Herzegowina
Die Gewerkschaften in Bosnien und Herzegowina gehören zum größten Teil einem der beiden Gewerkschaftsbünde an:
| Name des Gewerkschaftsbunds                                                      | Mitglieder                       | Zugehörigkeit zu einem Internationalen Gewerkschaftsverband                                                                                            |
| -------------------------------------------------------------------------------- | -------------------------------- | --- |
| Savez samostalnih sindikata BiH – SSSBiH (Bund der unabhängigen Gewerkschaften)  | Nach eigenen Angaben ca. 170.000 | Durch den gesamtstaatlichen Dachverband Konföderation – KS BiH ist der Gewerkschaftsbund SSSBIH Mitglied im IGB und hat einen Beobachterstatus im EGB. |
| Savez Sindikata Republike Srpske – SSRS (Gewerkschaftsbund der Republika Srpska) | Nach eigenen Angaben ca. 97.000  | Durch den gesamtstaatlichen Dachverband Konföderation – KS BiH ist der Gewerkschaftsbund SSRS Mitglied im IGB und hat einen Beobachterstatus im EGB.   |

## Mitgliedsgewerkschaften, internationale Kontakte
Mitgliedsgewerkschaften des SSSBiH ist u. a. (in Klammern jeweils: Mitgliederzahlen, Zugehörigkeit zu einer Globalen Gewerkschaftsföderation):
- Samostalni sindikat osnovnog obrazovanja i odgoja Federacije BiH – SSOOiOFBIH (Unabhängige Gewerkschaft für Grundschulbildung und Erziehung)
(Nach eigenen Angaben ca. 20.000, EI, ETUCE).

Mitgliedsgewerkschaft des SSRS sind u. a.:
- Sindikat obrazovanja, nauke i kulture Republike Srpske – SONK RS (Bildungsgewerkschaft der Republika Srpska)
(ca. 15.000, EI, ETUCE);
- Sindikat lokalne samouprave, uprave i javnih službi Republike Srpske (Gewerkschaft der lokalen Selbstverwaltung, der Verwaltung und des öffentlichen Dienstes der Republika Srpska)
(ca. 7.000).

Keinem der beiden Bünde gehört u. a. an:
- Samostalni sindikat državnih službenika i namještenika u organima državne službe, sudskoj vlasti i javnim ustanovama u FBiH – SUFBIH (Unabhängige Beamten- und Justizgewerkschaft Föderation)
(ca. 22.000 PSI, EPSU).